# Pegasus (jurisconsulte)
Pour les articles homonymes, voir Pegasus.
Lucius Plotius Pegasus  est un grand jurisconsulte à la tête du conseil de l'empereur romain Domitien. Il fut aussi préfet de Rome sous le règne de trois empereurs (Vespasien, Titus et Domitien).

## Biographie
Pegasus est le fils de Marcus Plotius Paulus, un triérarque qui lui avait donné le nom de l'un de ses vaisseaux le « Pegasus ». 
Il est chef de l'école proculienne  (ou proculéienne). Quoiqu'aucun de ses écrits ne nous soit parvenu, il est cité par ses successeurs, dont Papinien, Paul et Gaius. Le senatusconsultum pegasianum, décision qui porte son nom est probablement pris lorsqu'il est consul suffect.
Lorsque la guerre éclate en 69 entre Vitellius et Vespasien, Pegasus prend le parti de ce dernier. Il est nommé par l'empereur préfet de Rome quelques années plus tard, puis l'est encore sous Titus et Domitien jusqu'en 85 ou 86. Pegasus est aussi pendant un certain temps gouverneur de plusieurs provinces romaines dont la Dalmatie (sous Vespasien).